# Resonans con tutti
Zabrzański Chór Młodzieżowy „Resonans con tutti” im. N.G. Kroczka − polski chór założony w 1970 roku przez Norberta Grzegorza Kroczka i jego żonę Marię w Zabrzu.

## Historia
Zespół został założony jako chór szkolny przy IV LO w Zabrzu, początkowo będąc oprawą dla uroczystości szkolnych. W późniejszym okresie swej działalności zespół zaczął się angażować w występy pozaszkolne, a do chóru dołączali także uczniowie innych szkół oraz studenci. W 1971 chór wystąpił na pierwszym konkursie, a w kwietniu 1984 roku dał pierwszy koncert z towarzyszeniem orkiestry symfonicznej i solistów
29 kwietnia 1994, koncertując z chórem w Cork Norbert Kroczek zmarł na zawał serca. Po śmierci założyciela chóru, kierownictwo nad zespołem objęła jego żona – Maria Kroczek. Dyrygentem chóru został Waldemar Gałązka, dotychczasowy asystent Kroczka. Drugim dyrygentem, a także instruktorem emisji głosu jest Arlena Różycka-Gałązka. W 2010 chór świętował swoje 40-lecie.
W składzie chóru śpiewają osoby w wieku od 15 do ok. 27 lat. W zależności od repertuaru, chór występuje w składzie kameralnym, koncertowym lub oratoryjnym. Chór koncertował m.in. dla papieża Jana Pawła II, prezydenta RFN Richarda von Weizsackera i premiera Jerzego Buzka.

## Nagrania[5]
- Płyta winylowa – Resonans con tutti Zabrze 80' wydana przed Polskie Nagrania nagrana w warunkach studyjnych w Filharmonii Śląskiej oraz w Polskim Radiu w Katowicach do 1981 r.
- Kaseta Pokłon Jezusowi – kolędy a cappella i z towarzyszeniem zespołu instrumentalnego nagrana w maju 1987 w Studiu Filharmonii Śląskiej dla Edycji Paulińskiej.
- Kaseta Adoramus te Christe – motety pasyjne, nagrane w październiku 1989 w Studiu Filharmonii Śląskiej dla Edycji Paulińskiej.
- Kaseta Tota pulchra es Maria – motety Maryjne, nagrane w marcu 1993 r. W kościele św. Teresy w Zabrzu – Mikulczycach, wydana przez Edeycję Paulińską.
- Kaseta Ochotną myśl, ochotne serce – utwory sakralne, nagrane w listopadzie 1993 r. w Studiu Filharmonii Śląskiej, wydana przed Edycję Paulińską.
- Płyta CD, kaseta  – Gorczycki Resonans con tutti i Concerto Polacco, nagrana w czerwcu/lipcu w kościele św. Anny w Zabrzu przez Polskie Radio, była nominowana do nagrody Polskiego Przemysłu Fonograficznego „Fryderyk 1999” w kategorii muzyka dawna.
- Płyta CD Oratorium Górnicze Śląska Baśń, muz. Andrzej Marko, sł. Bożenia Iskrzak-Mierzwińska, orkiestra KHW S.A. KWK Staszic, dyrygent G. Mierzwiński, nagrana w maju 2005 r. przez firmę DUX.
- Płyta CD Nieszpory Piekarskie, muz. Andrzej Marko, sł. Bożenia Iskrzak-Mierzwińska, orkiestra KHW S.A. KWK Staszic, dyrygent G. Mierzwiński, nagrana w październiku 2007 r. przez firmę DUX.
- Płyta CD Višegrádskie koledy a Magnificat, nagrane w Radiu Słowackim w Bratysławie, 9.12.2007 r. przez Slovak Radio
- Płyta video DVD Višegrádskie koledy a Magnificat, nagranie z katedry Jana Chrzciciela w Trnavie z 7.12.2007 r. przez Miejską Telewizję w Trnavie
- Płyta CD Johannes Brahms Ein Deutsches Requiem op. 45, Junges Orchester Hamburg, dyr. Dave Claessen, nagrane 3 maja 2008 r. w Laeiszhalle – Großer Saal
- Płyta CD Anton Bruckner Te Deum, Carl Orff Carmina Burana, Junges Orchester Hamburg, dyr. Simon Kannenberg, nagranie live koncertu, 7 maja 2012 r. w Laeiszhalle – Großer Saal.

## Repertuar
W repertuarze chóru znajduje się wiele dzieł oratoryjno-kantatowych. Są to m.in.:
1. „Magnificat” Vivaldiego,
2. „Mesjasz” Händla,
3. „Die Schopfung” i „ Siedem ostatnich słów Chrystusa na krzyżu” Haydna,
4. „Requiem”, „Wielką Msze c-moll” i „Mszę koronacyjną” Mozarta,
5. IX Symfonia Beethovena,
6. „Stabat Mater” Dvořáka,
7. „Stabat Mater” Rossiniego,
8. „Te Deum” Brucknera,
9. „Ein Deutsches Requiem” Brahmsa,
10. „Das klagende Lied” Mahlera,
11. „Messa di Gloria” Pucciniego,
12. „Requiem” Faure,
13. „Stabat Mater” Szymanowskiego,
14. „Nokturny” Debussy’ego,
15. „Carmina burana” Orffa,
16. „Gloria” Ruttera,
17. „Borys Godunow” Musorgskiego,
18. „Stabat Mater” Pergolesiego,
19. „Requiem” Verdiego.

## Osiągnięcia
Do najważniejszych osiągnięć chóru należą:
- I miejsce na Światowym Konkursie Chóralnym im. G.P. da Palestriny w Rzymie
- I miejsce na Międzynarodowym Konkursie Chóralnym w Cork – Irlandia,
- 4-krotne I miejsce cum laude (w tym 2-krotnie summa cum laude) Europejskiego Festiwalu Muzycznego Młodzieży w Neerpelt – Belgia
- I miejsce na Międzynarodowym Konkursie Chóralnym w Montreux – Szwajcaria
- I miejsce na Międzynarodowym Festiwalu Muzycznym Cantonigros – Hiszpania
- I miejsce (w dwóch kategoriach) na Światowym Konkursie Chóralnym w Prevezie – Grecja
- I miejsce (w dwóch kategoriach) na Światowym Konkursie Chóralnym w Limburg an der Lahn – Niemcy
- I miejsce na III Międzynarodowym Konkursie Chóralnym w Rimini – Włochy
- 7-krotne Grand Prix Ogólnopolskiego Konkursu Chórów Szkolnych a'Capella w Bydgoszczy
- Grand Prix i 7-krotnie Złotą Harfę Eola w Ogólnopolskim Przeglądzie Zespołów Muzyki Dawnej w Kaliszu
- 2-krotnie Grand Prix Bydgoskich Impresji Muzycznych
- II miejsce w kategorii chórów żeńskich na Międzynarodowym Konkursie Chóralnym w Cantonigros w Hiszpanii (2004),
- Złoty Kamerton Ogólnopolskiego Konkursu Chorów Szkolnych a Capelella w Bydgoszczy (2005),
- Grand Prix oraz Puchar Redaktora Akademii Muzycznej w Katowicach na Konkursie Chórów Śląskich (2005),
- Złoty Kamerton i Grand Prix Ogólnopolskiego Konkursu Chorów Szkolnych a Cappella w Bydgoszczy (2008)
- Podwójne złoto na Międzynarodowym Konkursie Chórów w Trnavie – Słowacja (2008)
- Złoto i podwójne srebro na Międzynarodowym Konkursie Chórów w Rimini – Włochy (2009)
- Złote medale w kategorii chórów mieszanych oraz kameralnych na Międzynarodowym Festiwalu „Musica Religiosa” w Ołomuńcu – Czechy (2010)
- Pierwsze miejsce w kategorii chórów młodzieżowych na Międzynarodowym Konkursie Pieśni Chóralnej „Florilège vocal de Tours” w Tours – Francja (2010)
- Pierwsze miejsce w kategorii chórów młodzieżowych na „Ohrid Choir Festival” w Ohrid – Macedonia (2011)